# United Electric Car Company

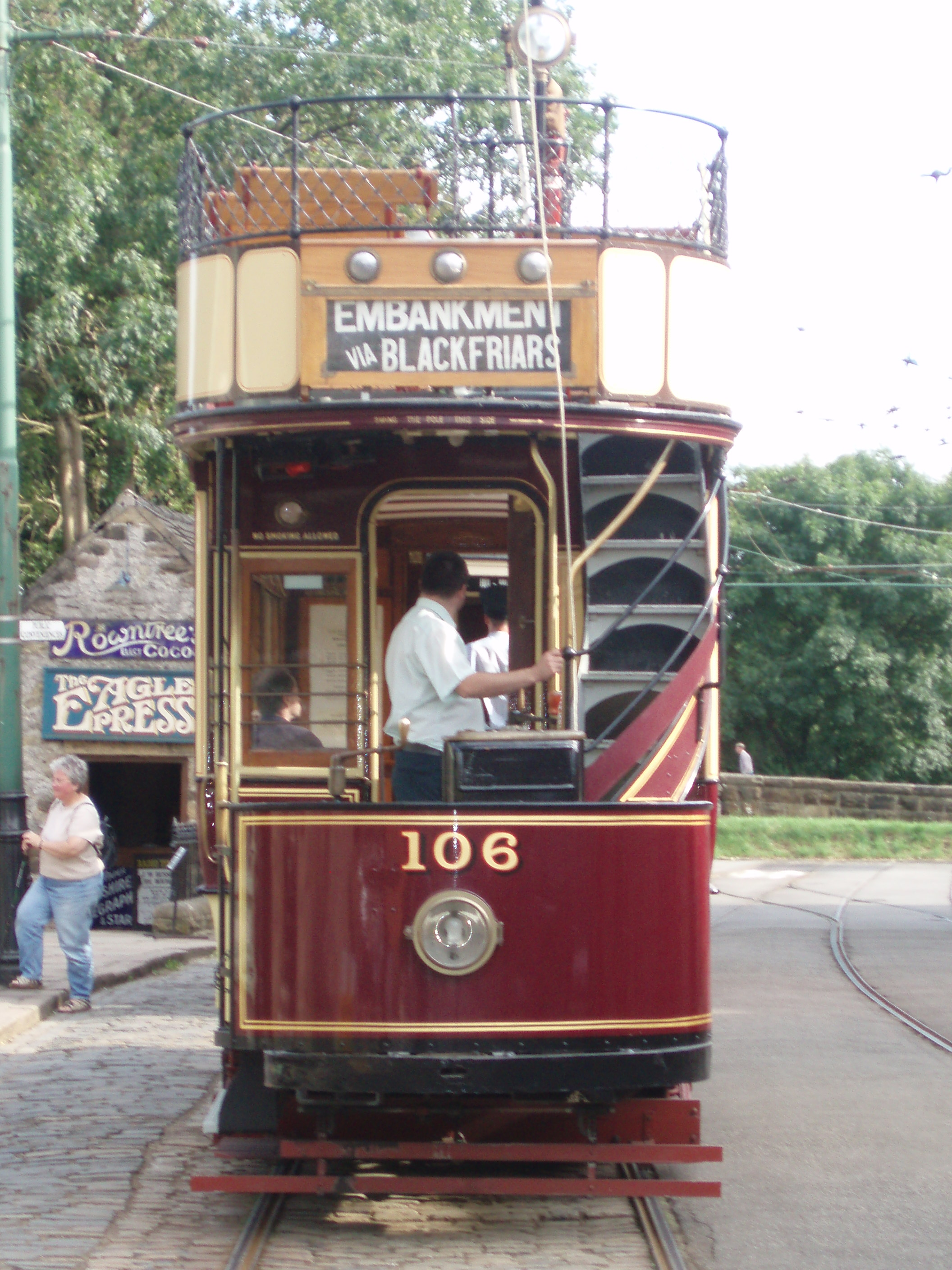
London 106 construido en abril de 1903

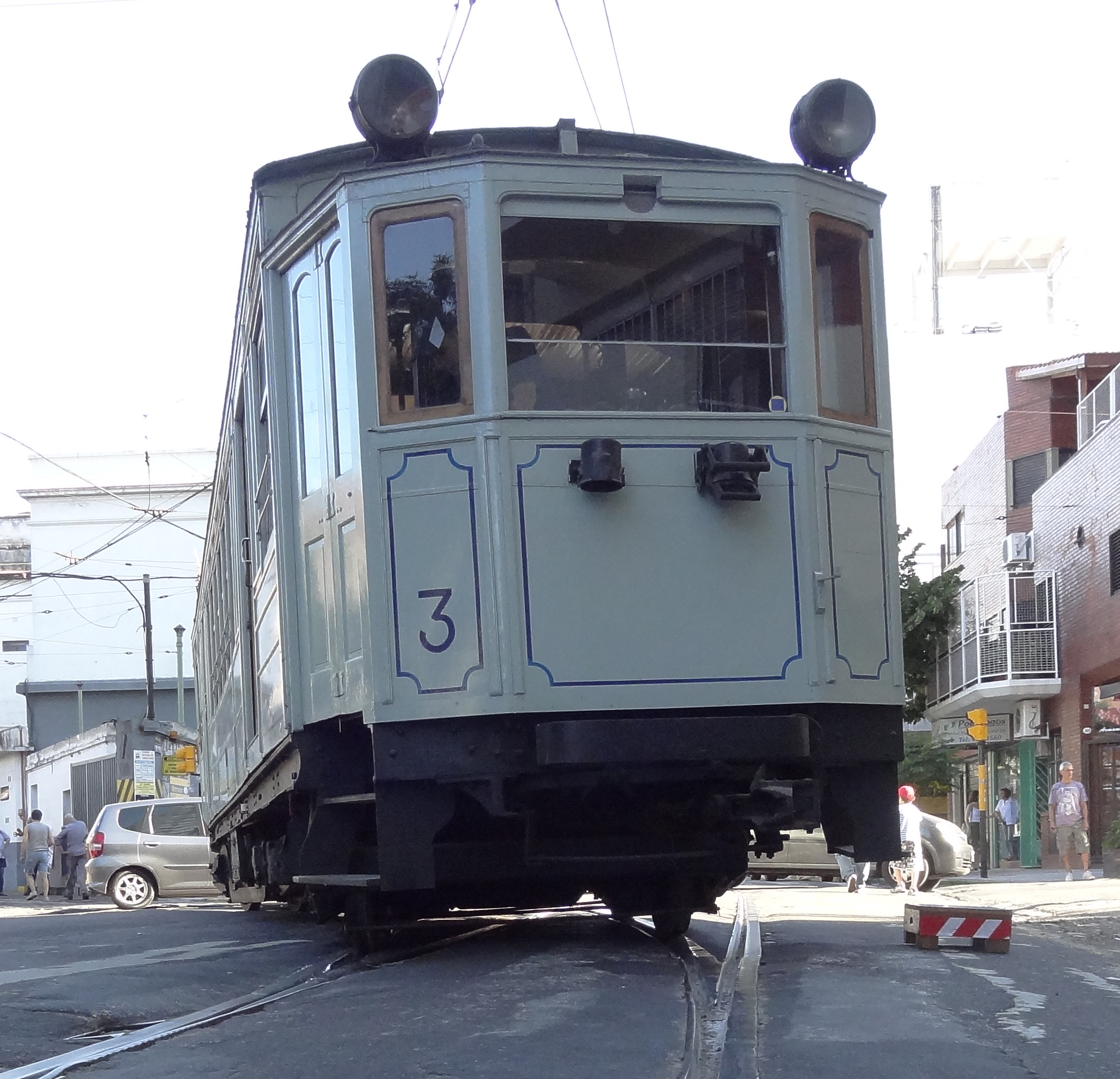
Preston N°3 construido 1912

La United Electric Car Company fue un fabricante de  Tranvías entre 1905 y 1917, en Preston, Lancashire.

## Historia
La compañía Electric Railway and Tramway Carriage Works fue formada en 1897 por  Scots, W. B. Dick y  John Kerr, y registrada el 25 de abril de 1898 para poder adquirir trabajos en Preston, Lancashire.
En 1900 formaron una nueva compañía, la English Electrical Manufacturing con base en los nuevos talleres del oeste en Strand Road, Preston; en los cuales fabricarían motores eléctricos para sus tranvías.
En 1905 la Electric Railway and Tramway Carriage Works compró otros dos talleres ( entre ellos la G.F. Milnes & Co. en Hadley, Shropshire); por lo que su nombre fue cambiado a United Electric Car Co.
Ya en 1914, la compañía empleaba alrededor de 2.000 personas. Produciendo equipo eléctrico para Tranvías y Ferrocarriles, y con más de 8.000 Tranvías fabricados para el Reino Unido y el exterior.

## Fusión
En 1917 Dick, Kerr & Co., adquirió la United Electric Car Co y a partir de 1918 se volvió parte de la English Electric.

## Argentina
Actualmente se encuentran prestando servicios turísticos en la Ciudad Autónoma de Buenos Aires los coches N°2 y N°3, de cuatro que fueron adquiridos por la compañía Compañía de Tranvías Anglo Argentina (CTAA) para la Línea A del Subte de Buenos Aires donde prestaron servicio desde 1913 a 1977. Desde el año 2003 se encuentran operados y bajo el cuidado de la Asociación Amigos del Tranvía donde realizan servicios turísticos en ocasiones especiales.